# ماتيو كامارغو
ماتيو كامارغو (بالإسبانية: Mateo Camargo)‏ هو كاتب أغاني ومنتج أسطوانات وعازف قيثارة كولومبي، ولد في 11 مارس 1977.

## وصلات خارجية
- ماتيو كامارغو على موقع ميوزك برينز (الإنجليزية)
- ماتيو كامارغو على موقع ديسكوغز (الإنجليزية)